# Kozo Tashima
Kozo Tashima (født 21. november 1957) er en japansk fodboldspiller.

## Japans fodboldlandshold
| Japans landshold | Japans landshold | Japans landshold |
| År               | Kmp              | Mål              |
| ---------------- | ---------------- | ---------------- |
| 1979             | 4                | 0                |
| 1980             | 3                | 1                |
| Total            | 7                | 1                |